# تاتسویا موچیزوکی (بازیکن فوتبال، زاده ۱۹۹۴)
تاتسویا موچیزوکی (ژاپنی: 望月 達也؛ زادهٔ ۱۲ اوت ۱۹۹۴) یک بازیکن فوتبال اهل ژاپن است.
از باشگاه‌هایی که در آن بازی کرده‌است می‌توان به باشگاه فوتبال ریوکیو اشاره کرد.